# Peyroules
Peyroules é uma comuna francesa na região administrativa da Provença-Alpes-Costa Azul, no departamento dos Alpes da Alta Provença. Estende-se por uma área de 33,34 km². Em 2010 a comuna tinha 256 habitantes (densidade: 7,7 hab./km²).